# Bugatti Bolide
Bugatti Bolide - спортивний трековий автомобіль, що не може експлуатуватись на дорогах загального користування, розроблений Bugatti Engineering GmbH у Вольфсбурзі для гонок з сильно модифікованим 8,0-літровим двигуном W16 від Bugatti Chiron. Співвідношення потужності до ваги становить 0,67 кг/к.с.  

## Опис

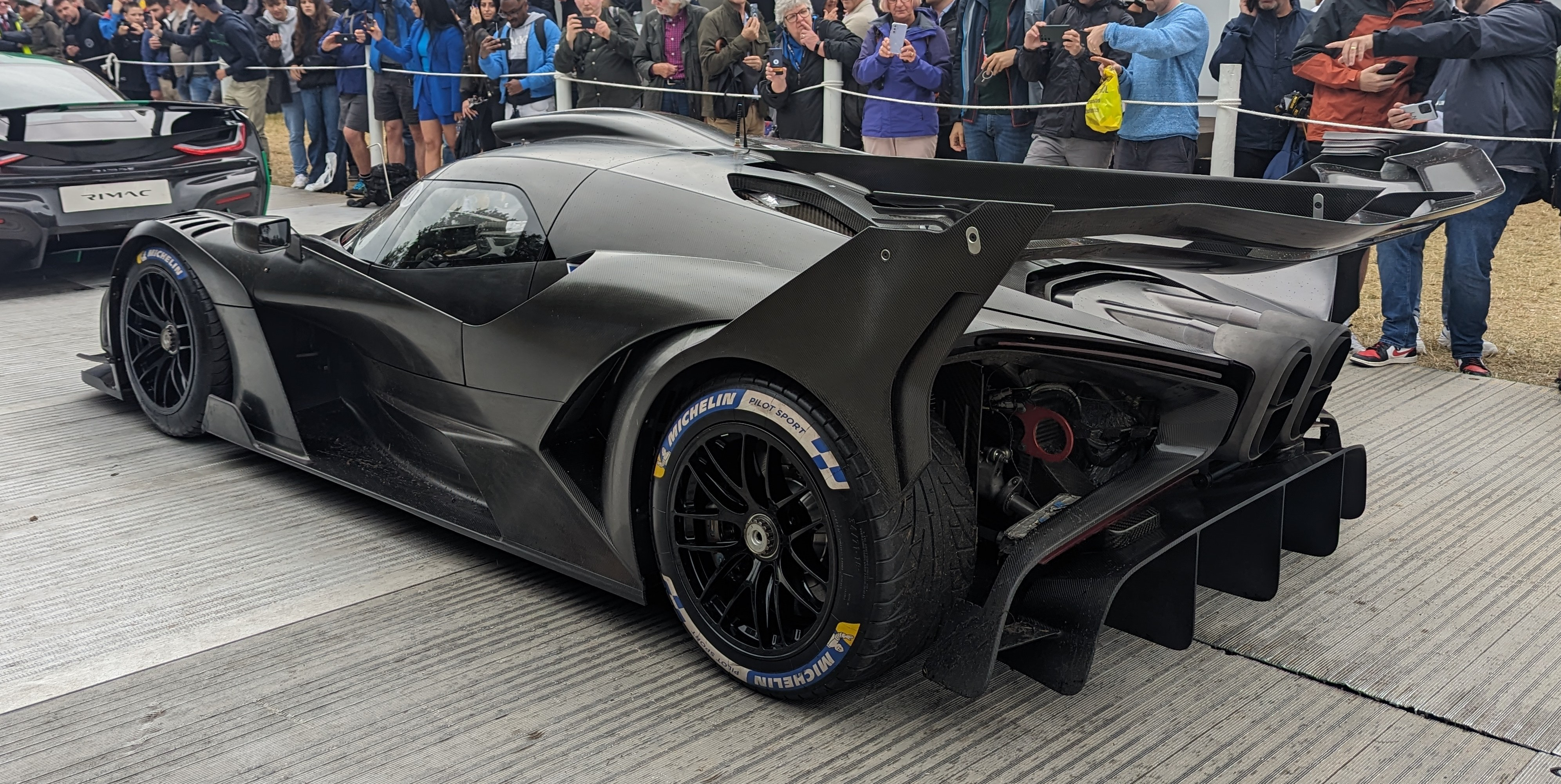

Основна концепція Bugatti Bolide, яка розглядається як носій знань і технологій, сходить до проекту головного інженера Bugatti Франка Гетцке.
Назва Bolide походить від давньогрецького слова βολίς, яке буквально означає «спис», яке тоді використовувалося у старій французькій мові як le bolide для опису «метеорита, що палає в небі», стосовно його швидкості.
У квітні 2023 року Bugatti представила серійну версію Bolide як спортивний автомобіль, призначений виключно для треку.  Буде виготовлено 40 одиниць, а перші автомобілі будуть доставлені клієнтам на початку 2024 року.
Bugatti Bolide дебютував у південній півкулі в лютому 2025 року в рамках фестивалю автоспорту в Аделаїді, що проходив в австралійському місті Аделаїда.

## Двигун
- 8.0 л quad-turbo W16 1600 к.с. при 7025 об/хв 1600 Нм при 2000-7025 об/хв

## Характеристики
- 0-100 км/год 2,17 с
- 0-200 км/год 4,36 с
- 0-300 км/год 7,37 с
- 0-400 км/год 12,08 с
- 0-500 км/год 20,16 с